# Jan Passer

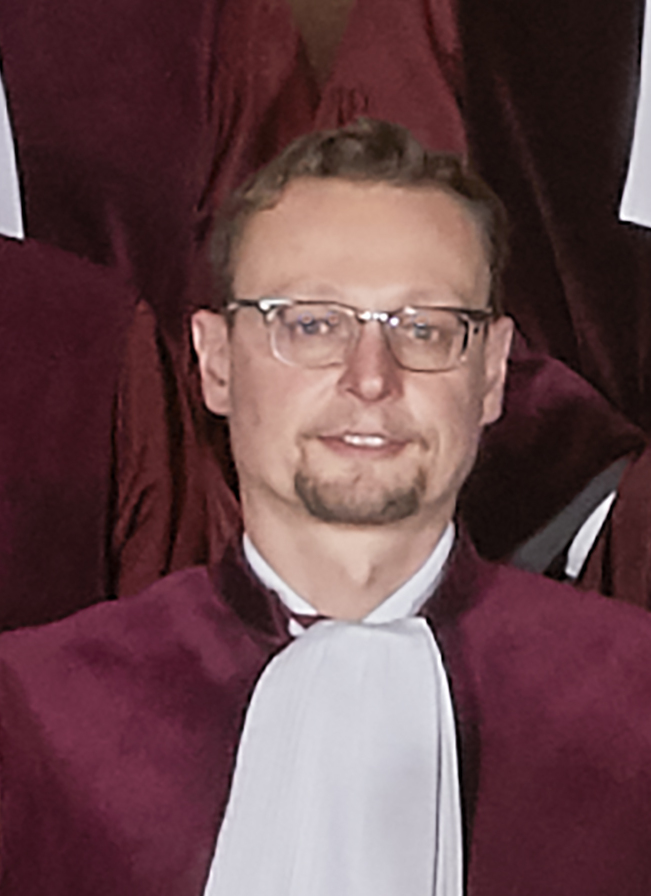
Jan Passer

Jan M. Passer (* 1974 in Prag, Tschechoslowakei) ist ein tschechischer Jurist und Richter am Europäischen Gerichtshof.

## Leben und Wirken
Nach einem Studium der Rechtswissenschaften machte Passer 1997 an der Karls-Universität in Prag seinen Abschluss; 2000 erwarb er den Titel Master of Laws an der Universität Stockholm. Bereits nach seinem tschechischen Abschluss trat Passer in den tschechischen Justizdienst und wurde zunächst am Stadtgericht Prag, ab 2001 dann am Stadtbezirksgericht Prag 2 eingesetzt. Seit 2001 ist Passer zudem in der Lehre tätig, zunächst an der Karls-Universität, ab 2006 dann an der Masaryk-Universität in Brünn und von 2014 bis 2016 schließlich an der Palacký-Universität Olmütz. Von 2001 bis 2016 lehrte er zudem an der Justizakademie der Tschechischen Republik. 2006 wechselte er als Richter an das tschechische Oberste Verwaltungsgericht, wo er bis 2016 tätig war. 2007 wurde er von der Karls-Universität zum Dr. iur. promoviert.
Passer wurde am 19. September 2016 zum Richter am Gericht der Europäischen Union ernannt. Im Oktober 2020 wechselte er als Nachfolger von Jiří Malenovský zum Europäischen Gerichtshof.